# Austromatthaea
Austromatthaea, monotipski biljni rod iz porodice boldovki, dio reda lovorolike. Jedina vrsta je A. elegans, 2 do 6 metara visok grm iz Queenslanda, Australija
Javlja se na visinama od razine mora do 1000 m n/m.